# 福克蘭群島地雷問題

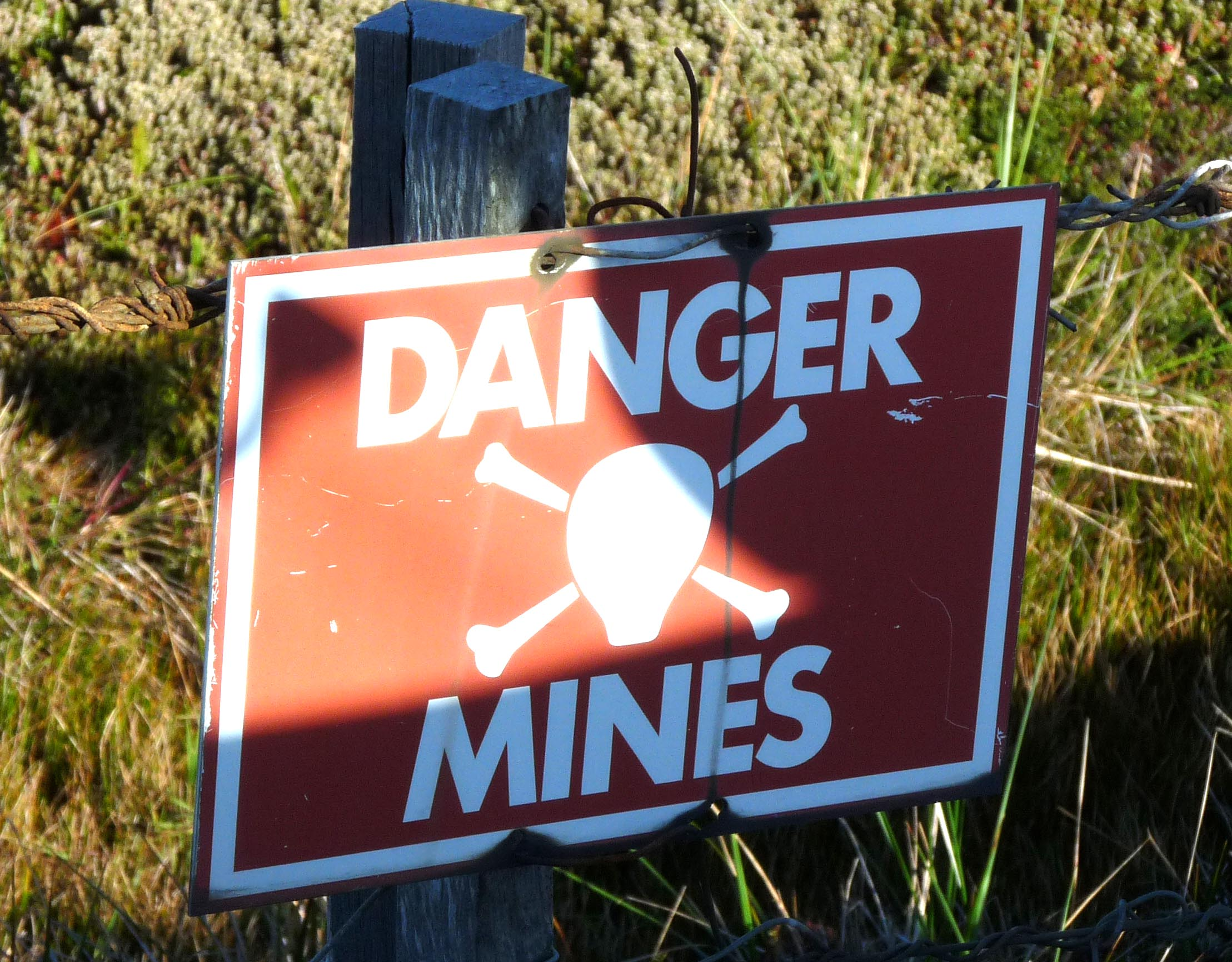
東福克蘭島史坦利附近的雷區標誌

阿根廷軍隊在1982年入侵英國海外領土福克兰群岛（馬爾維納斯群島）後，埋設了約3萬枚地雷。英國重新控制群島後立即清除了部分，但排雷行動在一系列事故後中止。雷區在接下來數年有圍欄圍起，由於人類進入受限，雷區成為福克蘭群島植物群與本土企鵝種群的生息地。英國政府於1998年批准《渥太华条约》，條約要求清除國內所有地雷。由於氣候等當地條件，排雷作業必須人工展開。排雷作業於2009年重新開始，英國政府於2020年11月宣布最後一批地雷清除完畢。

## 背景
1982年4月，阿根廷軍進攻位於南大西洋的英國海外領土福克蘭群島。英國軍於6月14日在福克兰战争中重新控制群島。阿根廷軍進攻後首先設置雷區以協助防守。儘管有傳言稱地雷由直升機隨機散布，但大多數雷區可能都是以專業方式布設，且有記錄各地雷位置。約3萬枚地雷（其中至少2萬枚為反步兵地雷，5,000枚為反坦克地雷）布設於146個獨立的雷區。雷區主要集中於东福克兰岛的史坦利與古斯格林，以及西福克兰岛的霍華德港與福克斯灣周圍。
聯合國稱福克蘭群島上埋有9種地雷。反坦克地雷有以色列6號、意大利SB-81、阿根廷FMK-3、西班牙C-3-A/B、美國M1A1，反步兵地雷有以色列4號、意大利SB-33、阿根廷FMK-1、西班牙P-4-B:44。據稱SB-33地雷分布特別廣泛。排雷作業過程中發現了第10種地雷，為阿根廷製M1A1仿製品:9。
首府史坦利北部的瑟夫海灘（Surf Beach）為地雷分布重災區，海灘後方埋有1,000枚地雷。史坦利公共區域（Stanley Common）的大部分區域也埋有地雷，且多年未使用。默勒爾半島（Murrell Peninsula）雷區附近一棟廢棄建築疑似埋有詭雷並有圍欄圍起。排雷行動中至少有發現6個簡易詭雷，其中有連接三硝基甲苯炸藥的絆線:C-1。

## 排雷

### 初步工作
英國與阿根廷工程師在英國獲勝後數週內開始初步排雷工作。古斯格林為主要交戰地點，周圍雷區已於1982年底清除。事故導致排雷團隊6人傷亡，且由於許多雷區處於非必要區域，當時的人認為收益微薄，不值得冒險，排雷行動遂於1983年終止:44。此時仍有約2萬—2.5萬枚地雷分布於117個雷區:44。

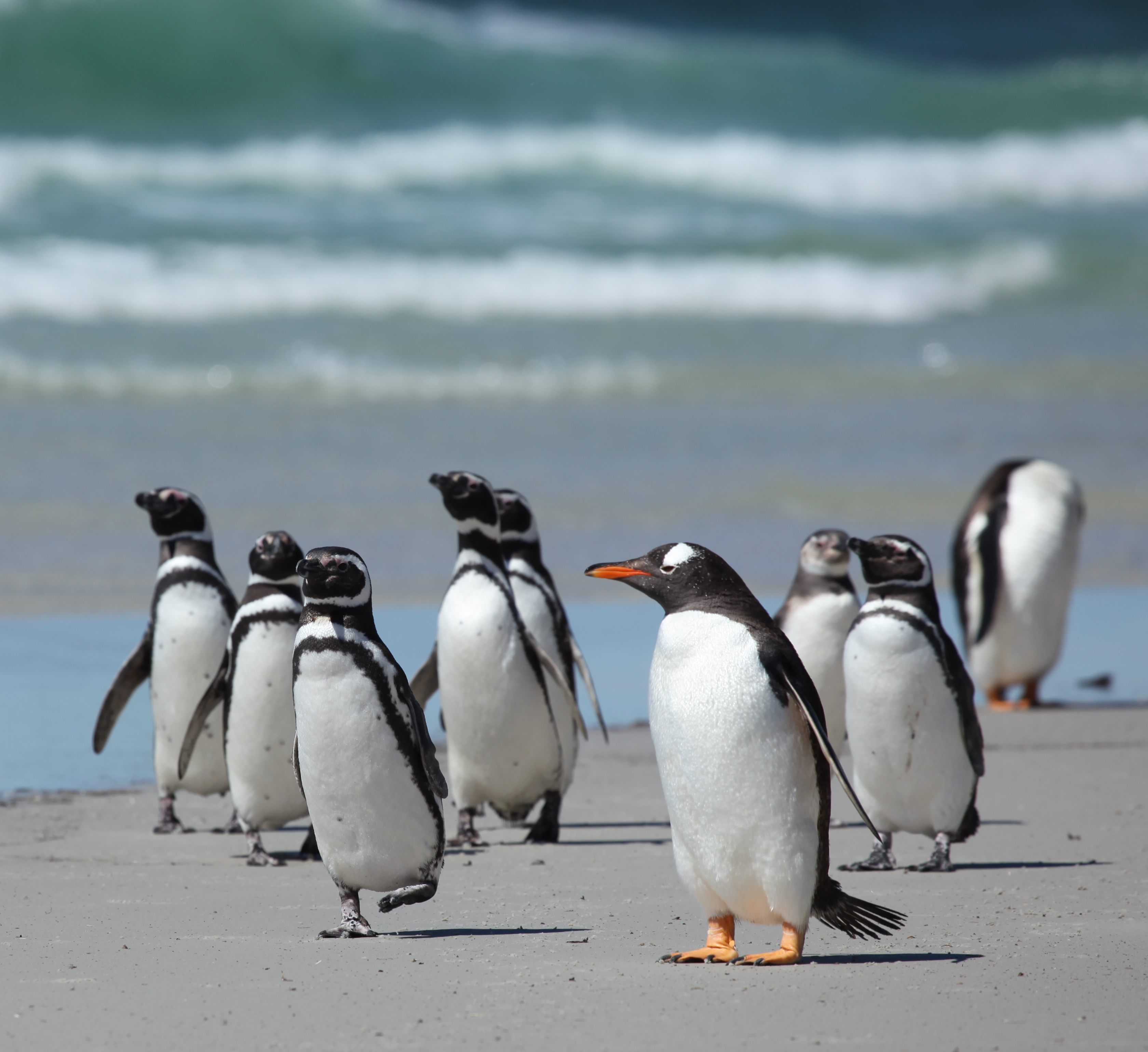
福克蘭群島的麥哲倫環企鵝與白眉企鹅

許多埋設的地雷保存完好，數十年來一直處於活躍及危險狀態。約80%的地雷處於沙地或泥炭地區，因此個別地雷可能已從最初埋設處移走而難以發現。雷區附近設有標誌並用圍欄圍起，並有公布地圖，到訪的遊客都會受到危險警示:44。雷區由於人類無法進入而成為事實上的自然保護區，有很多與，這些企鵝的體重不足以觸發地雷。原生植物群也在雷區生長。英國政府稱地雷對福克蘭群島社會經濟的影響可忽略不計。福克蘭群島並無未參與排雷作業的平民因地雷受傷。

### 後續清除

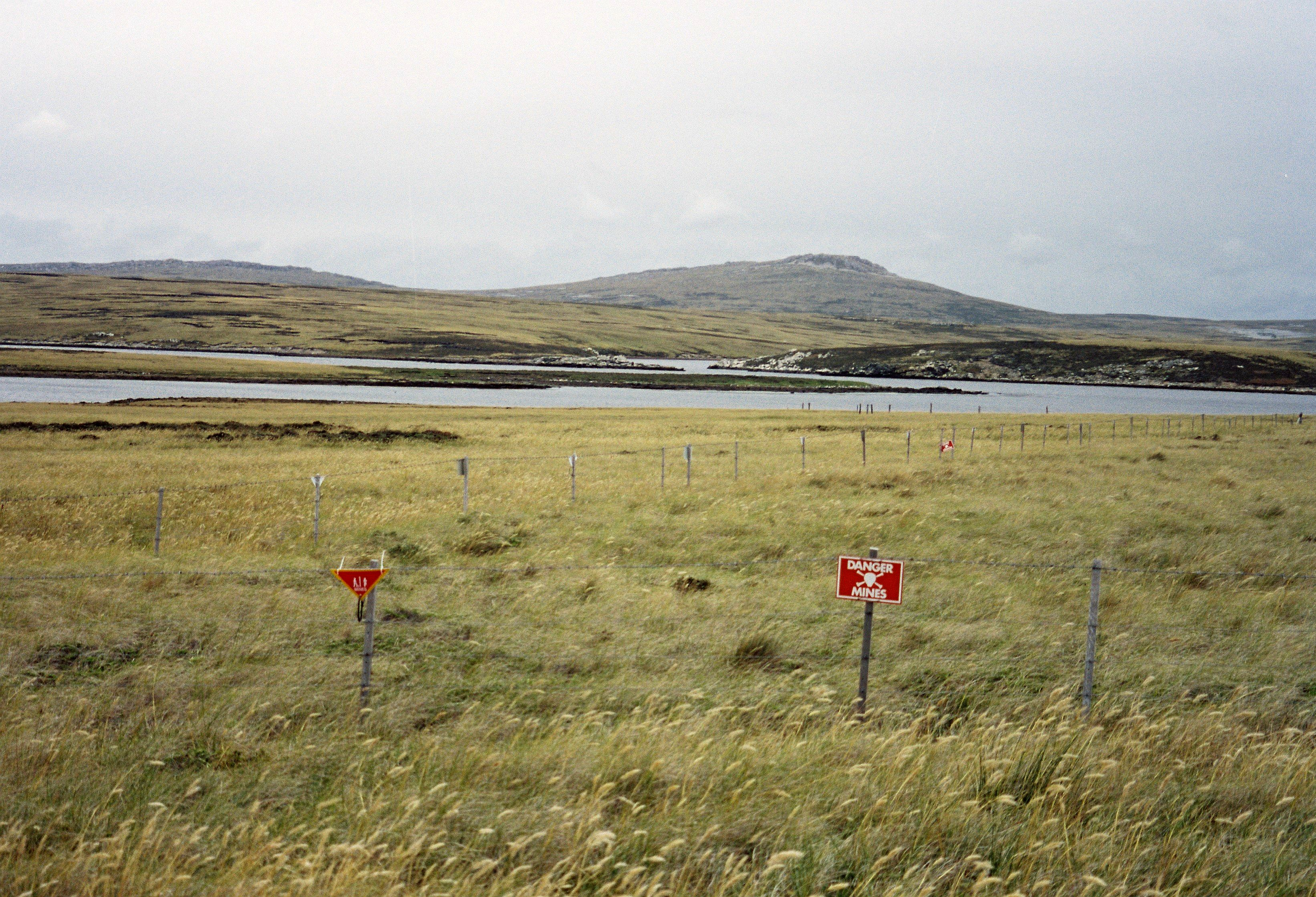
威廉港 (福克蘭群島)的雷區、圍欄及標誌

英國於1998年7月31日批准了禁止製造及使用地雷的《渥太华条约》，條約要求英國在2009年3月1日前清除其領土內所有地雷。許多福克蘭群島人反對排雷行動，表示由於雷區標記清晰且居民對土地需求很少，保留雷區更具成本效益且更環保。有人擔心向遊客及農民開放雷區會導致棲息地遭破壞。一些島民支持恢復排雷作業，以使海灘重新受歡迎:801。
福克蘭群島於1998年10月智利前總統奥古斯托·皮诺切特在倫敦被捕後的次年3月失去通往南美洲大陸的航班。英國隨後與阿根廷政府接觸，以改善在南大西洋的合作，並於1999年7月14日發表《英阿聯合聲明》:778。依據聲明，阿根廷安排通往飛往智利的航班（偶爾也有飛往阿根廷的航班），英國則允許阿根廷國民訪問福克蘭群島。聲明還明確指出阿根廷與英國將聯合調查福克蘭群島排雷情況。這項措施遭到福克蘭群島政府反對，因為這需要阿根廷在島上駐紮:796。
英國與阿根廷重申對2001年與2006年聯合排雷行動可行與否的研究。這項研究已提交至2008年在約旦舉行的《渥太華條約》會議。英國政府於2009年開始單方面排雷行動。是次排雷行動由外交及國協事務部資助。由於排雷工事成本高昂且進展緩慢，《渥太華條約》排雷截止日期應英國政府要求延遲至2019年3月1日，後又延遲至2021年6月1日。

#### 方法
由於氣候、地面條件及探測條件，大部分排雷工事依靠專業的民間排雷人員手動刺探地面。特別是SB-33地雷，由於主要結構為塑料，“幾乎不可能以任何方式檢測到”。遙控地雷連枷在一些情況下用於驗證區域內無地雷，如在難以手動驗證的古斯格林。在莫三比克與坦尚尼亞成功運用的探雷鼠由於大風天氣無法使用。回收的地雷經受控爆炸或小批量燃燒以安全化或銷毀。
手動清理進程於2009年開始，Dynasafe-Bactec（2018年更名為Safelane Global）負責清理工作，Fenix Insight負責品質、安全、環境及進度監控。100名以上的排雷團隊成員（主要為辛巴威人）參與是次行動，每人每日工作6小時，每人清理約5公尺的雷區。英國皇家工兵部隊在戰後繪製的阿根廷地雷分布記錄及地圖用於指導排雷行動。阿根廷的記錄作成於福克蘭群島活動頻繁時期，由英國陸軍從西班牙文翻譯成英文，不完全可靠。西福克蘭島雷區記錄不如東福克蘭島完整，許多雷區需開展額外的深入調查，以確定地雷範圍及密度。雷區清除後，警告標誌將移除，且大多數情況下圍欄也將拆除。清理完畢後，土地會盡可能恢復至以前的狀態。
實踐證明約克灣難以清理，該處沙丘已越過雷區，導致地雷移動或深埋。該區域需使用裝甲機械展開大規模挖掘及篩分。工程於冬季展開，以盡量減少對當季海上企鵝種群的干擾。

#### 進程

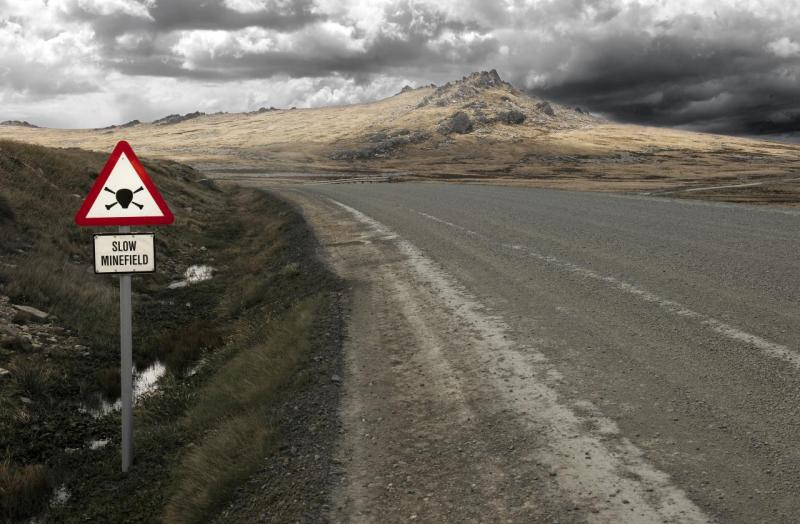
東福克蘭島史坦利附近的雷區路標

早期作業主要集於距史坦利最近的雷區，其中許多位於公共休憩用地。截至2016年，排雷團隊已清理30個雷區，清除4,000枚反步兵地雷與1,000枚反坦克地雷，使700萬平方公尺的土地恢復利用。至此，主幹道附近所有存在車輛違規駛入風險的雷區均已清除。
2016年至2017年排雷期間，7個團隊從47個雷區清除了3,000枚反步兵地雷與150枚反坦克地雷。截至2017年12月，70%的已知地雷已清除。同年外交及國協事務部與國防部又承諾為未來的排雷工事提供2,000萬英鎊的資金，當時已花費1,600萬英鎊。2017年2月27日，一名排雷人員用工具擊中地雷側面後被炸傷，不過傷情不重，只需為手部與一根手指縫針。
2018年2月，古斯格林成為群島上首個完全清除地雷的聚居地。截至2018年底，約有35個區域仍待清除，包括27個已知雷區（共99.793萬平方公尺）與8個疑似布有地雷但需額外技術調查的區域（16.346萬平方公尺）。排雷行動預計於2020年3月完成，但計畫因疫情延遲至2020年12月。最後一批地雷已於2020年清除。
外交、聯邦及發展事務部於2020年11月10日宣布英國因最後一批地雷清除完畢而已履行《渥太華公約》義務，國內已無已知地雷。英國於11月19日在瑞士日内瓦舉行的會議上對《公約》做出正式聲明。
慶祝活動於11月14日在最後完成清理的約克灣海灘舉行，以紀念排雷工事。最後回收的地雷在活動中隆重引爆。排雷工程耗資4,400萬英鎊，提前原計畫三年完成。工程完成後，英國承諾提供3,600萬英鎊資助辛巴威等其他國家的排雷工作。2020年11月，阿根廷政府批評英國的行動，稱英國違反1976年聯合國大會第31/49號決議，該決議要求兩國“不要做出可能意味著片面變更局勢的決定”。阿根廷此前曾在《渥太華公約》會議就英國的行動提出正式投訴。
2021年6月，福克蘭群島行政委員會批准拆除77公里的雷場圍欄及標誌。工程第一期從福克斯灣與約克灣著手，隨後幾年轉向史坦利公園與默雷爾農場，預計於2024年完成。至2021年底，福克斯灣西部已清理，其靠近企鵝築巢地點的工事是在繁殖季之外展開。